# Andor Deli
Dans le nom hongrois Deli Andor, le nom de famille précède le prénom, mais cet article utilise l’ordre habituel en français Andor Deli, où le prénom précède le nom.
Andor Deli (né le 2 mai 1977 à Bečej) est un homme politique serbe de la minorité magyare de Serbie, détenant également la nationalité hongroise, membre de l'Alliance des Magyars de Voïvodine en Serbie et de la Fidesz en Hongrie.
Il devient député européen le 25 mai 2014.